# 馬什克里克鎮區 (明尼蘇達州馬諾門縣)
馬什克里克鎮區（英語：Marsh Creek Township）是位於美國明尼蘇達州馬諾門縣的一個行政鎮區。

## 地方資料
馬什克里克鎮區的面積為97.77平方千米，當中陸地面積為97.75平方千米，而水域面積為0.02平方千米。根據2020年美國人口普查的數據，當地共有人口141人，而人口密度為每平方千米1.44人。